# Cachoeira das Três Barras (Andaraí)
A Cachoeira das Três Barras (chamada localmente de Três Barras I) é uma das quedas d'água localizadas no Parque Natural Municipal de Andaraí Rota das Cachoeiras na Chapada Diamantina, na cidade brasileira de Andaraí, região central da Bahia. É uma das atrações do Parque, sendo usada como balneário.

## Acesso
Apesar de ficar em território de Andaraí seu acesso é mais próximo da cidade de Mucugê por uma trilha de cerca de 8 quilômetros a partir da estrada BA-142. Apresenta uma caminhada por terreno bastante irregular, com duração em torno de uma hora e meia.
A trilha de acesso é marcada por ruínas de antigos garimpos, o que agrega interesse histórico ao visitante. Já no começo a atividade extrativa mineral irregular continuava até 2016 com a retirada de pedras para construção civil, o que foi um dos motivadores para a constituição do Parque. O trajeto passa pela cachoeira do Bocório.

## Características
Situada numa altitude de 893 metros, descendo sobre rochas de arenito rosado, que caracterizam boa parte da região.
Está situada no rio Gafanhoto que, ali, apresenta uma queda de cerca de quarenta metros de altura, embora outras fontes dão como sendo de vinte metros.
Em sua base é formado um amplo poço (piscina natural), que é usado para o banho pelos visitantes.